# 甲基二氯膦
甲基二氯膦是一种有机磷化合物，化学式为CH3PCl2。它是一种具腐蚀性的无色难闻活泼易燃液体。

## 制备
用碘甲烷将三氯化磷烃化，并用铁粉还原所得的𬭸盐，可得甲基二氯膦。
这个化合物是二甲基苯基膦等化合物的合成里的中间体。
CH3I  +  PCl3  +  AlCl3  → [CH3PCl3]+AlCl3I−
[CH3PCl3]+AlCl3I−  +  Fe  →   CH3PCl2  +  FeClI +  AlCl3

## 用途
甲基二氯膦属于卤代膦。有些卤代膦是植物保护剂、塑胶稳定剂和催化剂的生产里的中间体。甲基二氯膦是除草剂草铵膦的前体。它也用来生产阻燃化合物。

## 安全
吸入甲基二氯膦会中毒。它接触皮肤和眼睛时会出现烧伤，在潮湿环境下会释出盐酸气体。